# 사이클론 해럴드

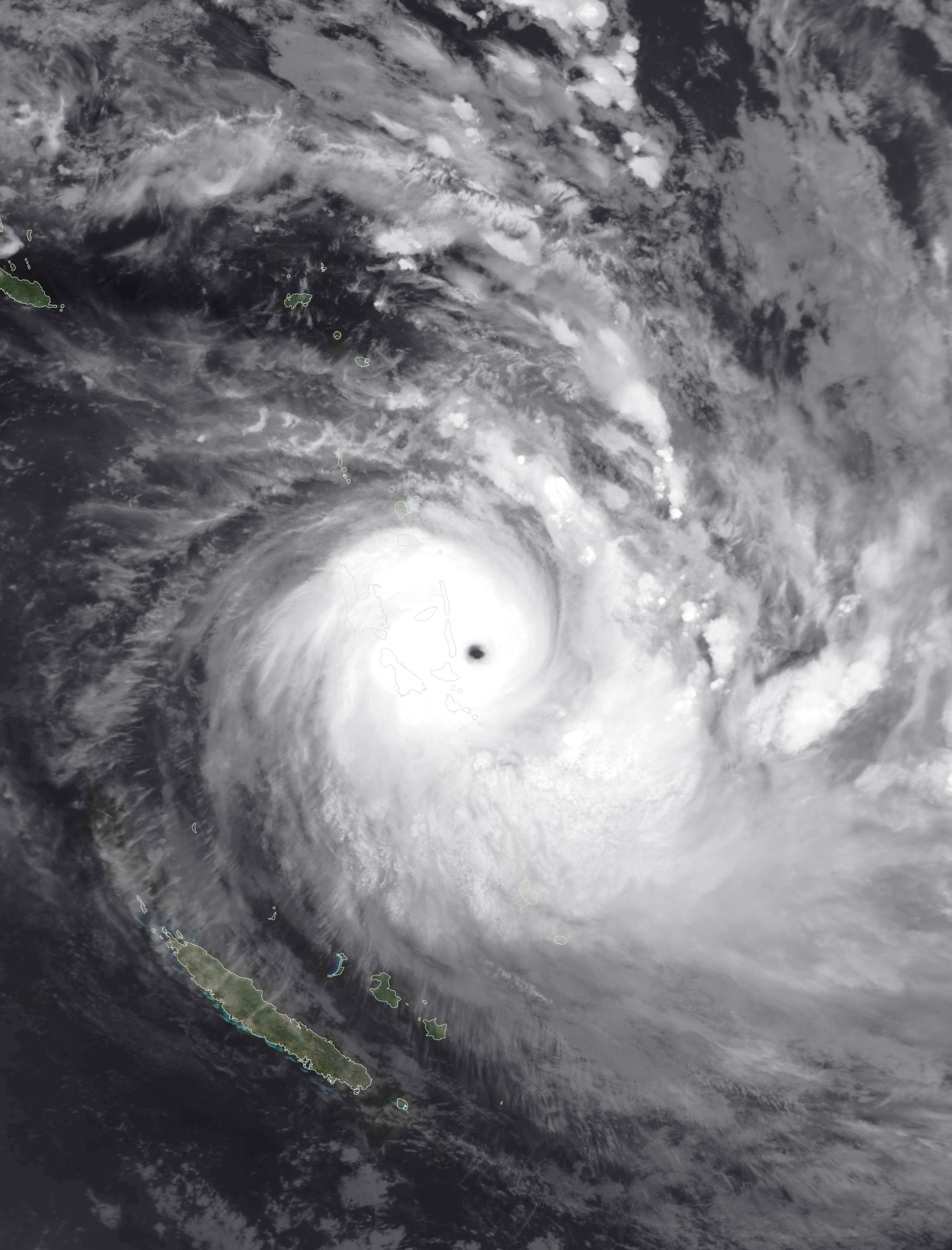

사이클론 해럴드(Cyclone Harold)는 2020년 4월 솔로몬 제도, 바누아투, 피지, 통가에서 광범위한 파괴를 일으킨 매우 강력한 열대 저기압이었다. 이는 2020년 첫 번째 카테고리 5 열대 저기압이었다. 2019~20년 호주의 일곱 번째 폭풍으로 명명되었다. 지역 사이클론 시즌, 8번째 폭풍, 2019~2020년 남태평양 사이클론 시즌의 네 번째 심각한 열대 저기압인 해럴드는 4월 1일 동안 저압 기저부 내에서 발달하는 열대성 저기압으로 처음 주목받았다. 파푸아뉴기니. 다음 날, 이 시스템은 솔로몬해를 넘어 남동쪽으로 이동했으며, 이후 호주 기상청에서는 열대 저기압으로 분류하고 '해럴드'(Harold)라는 이름을 붙였다. 이 시스템은 4월 2일에 피지 기상청의 책임 영역으로 이동했으며 4월 3일에 폭발적으로 강화되기 시작하여 두 규모 모두에서 4월 4일에 카테고리 4 상태에 도달했다. 다음날에는 호주 규모에서 가장 높은 등급인 카테고리 5의 심각한 열대 저기압으로 더욱 강화되었다. 4월 6일과 그 다음날 에스피리투산토섬(Espiritu Santo)에 상륙하여 최고 강도까지 강화되어 펜테코스트 섬(Pentecost Island)에 상륙하기 전 사피르-심슨 척도에서 카테고리 5에 해당하는 강도에 도달했다. 동쪽으로 이동하면서 이후 며칠 동안 두 척도 모두 카테고리 5 강도 아래로 약화되었다. 피지 남쪽을 통과하는 동안 카테고리 5의 심각한 열대성 저기압 상태(호주 규모만 해당)를 회복한 후 4월 9일에 약화되어 온대성 저기압이 되었다.
해럴드는 2018년 사이클론 기타(Cyclone Gita) 이후 남태평양 분지에서 발생한 최초의 카테고리 5 심각한 열대성 저기압이었으며, 2015년 사이클론 팸(Cyclone Pam)에 이어 바누아투에 영향을 미친 두 번째로 강한 열대성 저기압이기도 했다. 총 27명이 MV로 사망했다. 타이마레호(솔로몬 제도), 바누아투에서 2명, 피지에서 1명이 사망했다.

## 같이 보기
- 2011~2012년 남태평양 사이클론
- 사이클론 팸
- 2017~2018년 남태평양 사이클론
- 사이클론 윈스턴
- 사이클론 야사
- 2020~2021년 남태평양 사이클론